# 兵庫県立有馬高等学校
兵庫県立有馬高等学校（ひょうごけんりつ ありまこうとうがっこう）は、兵庫県三田市にある公立高等学校。略称は「有高」（ありこう）。全日制で人と自然科（農業系学科）、総合学科を、定時制で普通科を設置している。

## 概観

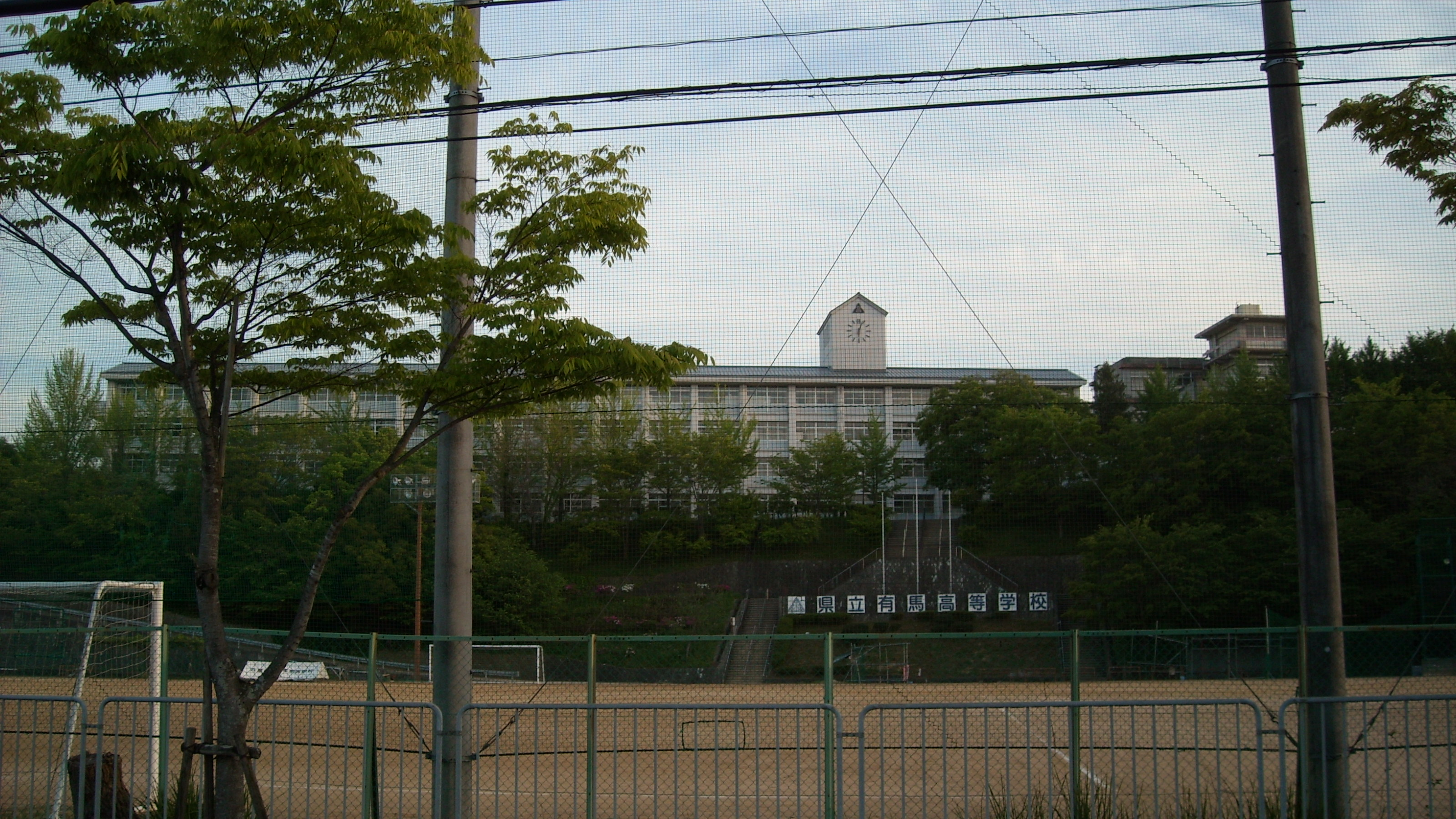
グラウンド側から見た教室棟

全日制課程では過去に家政科や緑地園芸科、普通科などを設置していた。2000年度から人と自然科（農業系学科）、総合学科の2学科を設置している。また、定時制課程を有し、普通科を設置している。

### 教育方針
「21世紀の日本の担い手としての自覚を持ち、校訓”まこと”を基盤とし、「確かな学力」と豊かな人間性や社会性を身に付け、自らが自主的に判断し行動する心豊かでたくましい人間の育成をめざす。」となっている。

## 沿革

### 略歴
1896年（明治29年）9月9日に兵庫県有馬郡三田町（現在の三田市）天神2丁目1番50号の旧三田城陣屋の二ノ丸・御茶屋跡地に三田町14箇町村組合立有馬農林学校を前身とし、三田市に設置される高等学校では最も長い歴史を持つ。学制改革前までは農林学校で、学制改革後は兵庫県立三田農業高等学校となった。
統合校となる兵庫県立三田高等学校は、1907年に設置された三田町立三田裁縫女学校を前身とし、学制改革前までは高等女学校であった。
1948年に兵庫県立三田農業高等学校と兵庫県立三田高等学校を統合し、兵庫県立有馬高等学校が設置された。過去には分校を有したが、現在は設置されていない。

### 年表
三田農林
- 1896年9月9日 - 三田町14箇町村組合立有馬農林学校を同組合立有馬高等小学校内に置く。
- 1900年10月2日 - 有馬郡立農林学校と改称
- 1922年4月1日 - 兵庫県立三田農林学校と改称
- 1948年4月1日 - 兵庫県立三田農業高等学校と改称

三田高女
- 1907年5月1日 - 三田尋常小学校内に三田町立三田裁縫女学校を付設
- 1920年4月1日 - 三田実科女学校と改称
- 1928年4月12日 - 兵庫県立三田高等女学校開設認可
- 1948年4月1日 - 兵庫県立三田高等学校と改称

有馬高校
- 1948年9月1日 - 三田農業高校と三田高校が統合し、兵庫県立有馬高等学校設置。創立記念日10月1日
- 1976年11月6日 - 校木「けやき」、校花「コスモス」制定
- 1983年11月 - スクールカラーを「えんじ」に決定
- 1999年9月27日 - オーストラリアのウィンマリー高校（英語版）と姉妹校提携調印
- 1999年11月19日 - 緑地園芸科、生産流通科、生活情報科、家政科の募集停止、人と自然科、総合学科を設置。のち普通科の募集停止
- 2000年4月1日 - 2学期制を採用
- 2007年11月5日 - マレーシアのオールセインツ中等学校（英語版）と姉妹校提携調印
- 2018年8月 - 第100回全国高等学校野球選手権記念大会において、吹奏楽部が秋田県立金足農業高等学校の応援演奏に参加[1]

#### 分校
吉川分校
- 1972年4月1日 - 農業科、家政科を廃し、普通科設置
- 1974年4月1日 - 兵庫県立吉川高等学校に独立

淡河分校
- 1967年4月1日 - 全日制に移行、農業科設置
- 1973年4月1日 - 兵庫県立神戸北高等学校に統合

長坂分校
- 1969年4月1日 - 全日制に移行、農業科設置、翌年農業科廃し、造園科設置
- 1977年4月1日 - 本校に統合

羽束分校
- 1961年4月1日 - 生徒募集停止

山口分校
- 1951年9月1日 - 西宮市立西宮高等学校に移管（定時制）

## 基礎データ

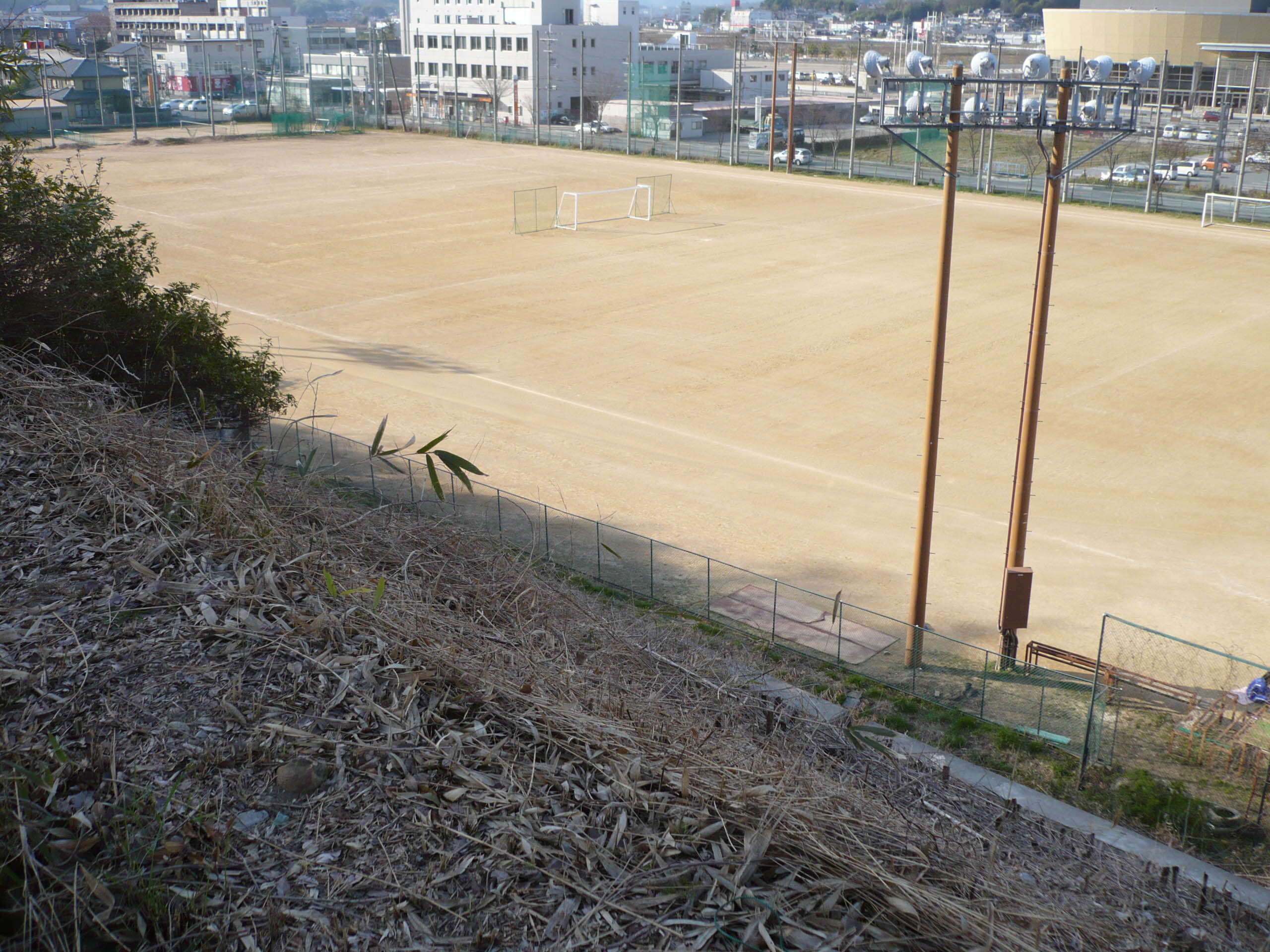
グラウンド

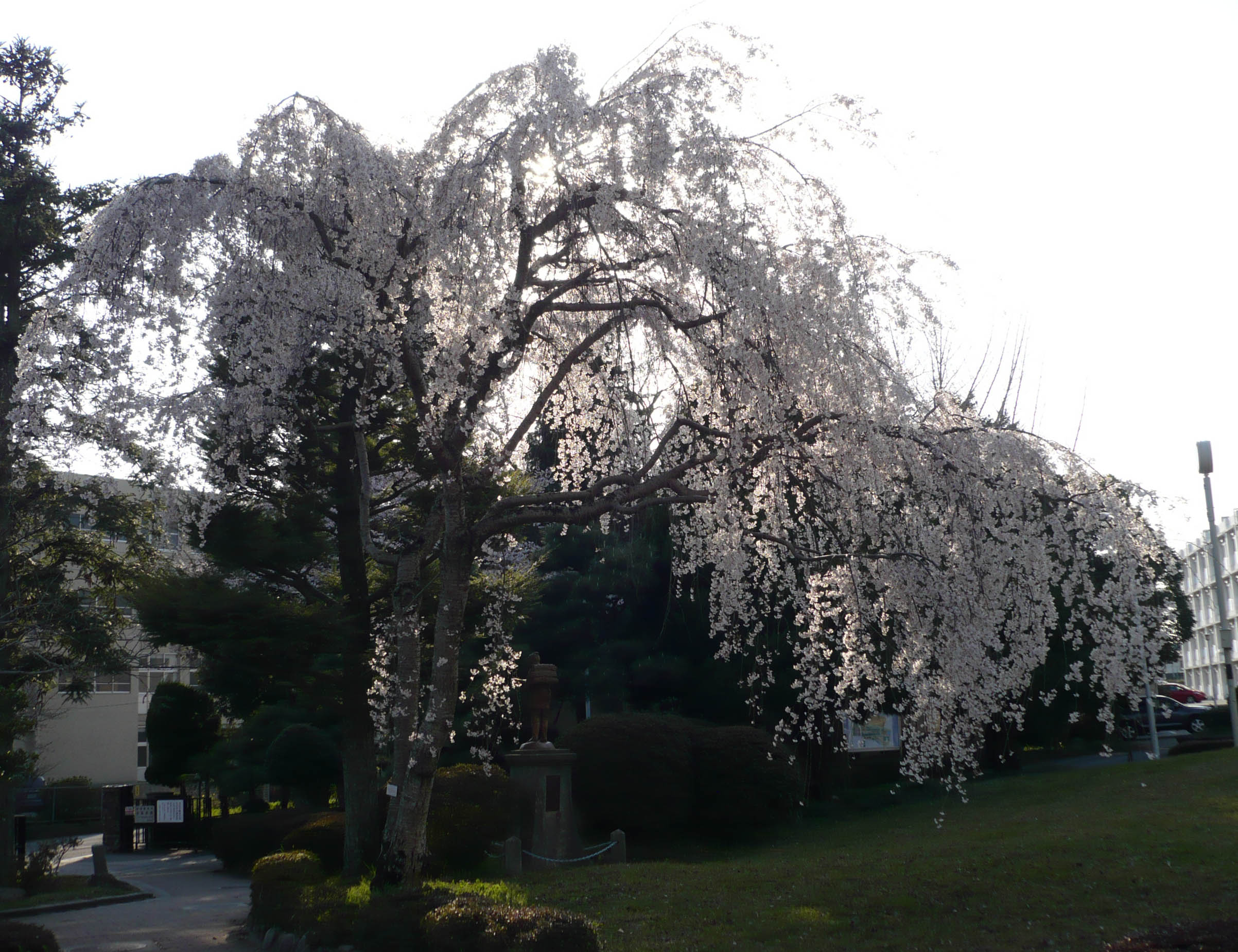
校内に咲く枝垂れ桜

### 所在地
- 兵庫県三田市天神2丁目1番50号

### 学科
- 全日制
  - 人と自然科（農業系学科）
  - 総合学科
- 定時制
  - 普通科

### 通学区域
人と自然科は県下全域から通学することができる。以下は人と自然科以外の通学区域である。

#### 第2学区
- 尼崎市
- 西宮市
- 伊丹市
- 宝塚市
- 川西市
- 三田市
- 丹波篠山市
- 丹波市
- 川辺郡
  - 猪名川町

#### 隣接区域
- 神戸市
  - 北区

### アクセス
- JR宝塚線・神戸電鉄三田線 三田駅から徒歩15分
- 神戸電鉄三田線 三田本町駅から徒歩15分

### 象徴
- 校木：ケヤキ
- 校花：コスモス
- スクールカラー：えんじ色

## 生徒会活動・部活動

### 運動部
- 男子サッカーボール部
- 女子サッカーボール部
- 男子バレーボール部
- 女子バレーボール部
- 男子バスケットボール部
- 女子バスケットボール部
- 陸上競技部
- 硬式野球部
- 男子硬式テニス部
- 女子硬式テニス部
- 女子ソフトテニス部
- バドミントン部
- 水泳部
- 剣道部
- 柔道部
- 空手道部
- 卓球部

### 文化部
- 吹奏楽部
- 演劇部
- 美術工芸部
- 科学部
- 書道部
- 茶道部
- 華道部
- 箏曲部
- 家庭クラブ
- 調理部
- ESS
- 商業部
- 写真部
- 漫画アニメーション部
- BHE
- 放送委員会
- 農業クラブ

## 高校関係者と組織

### 高校関係者組織
- 清陵会 - 同窓会組織

### 高校関係者一覧

#### 出身者
- 奥谷謙三 - 神戸不燃板工業創業者、元社長
- いときん - 歌手（ET-KING）
- 松岡新 - プロボクサー
- 甲斐道雄 - フルート奏者、武蔵野音楽大学教授[2][3]
- 大沢辰美 - 元参議院議員[4]